# قرار مجلس الأمن التابع للأمم المتحدة رقم 1781
قرار مجلس الأمن التابع للأمم المتحدة رقم 1781، المتخذ بالإجماع في 15 أكتوبر 2007م. مدد القرار ولاية بعثة مراقبي الأمم المتحدة في جورجيا، والتي كان من المقرر أن تنتهي في 15 أكتوبر 2007م، حتى 15 أبريل 2008م. علاوة على ذلك، «يحث بشدة جميع الأطراف على النظر بجدية في الشواغل الأمنية المشروعة لبعضهم البعض، والامتناع عن أي أعمال عنف واستفزاز، بما في ذلك العمل السياسي أو الخطاب، والامتثال التام للاتفاقات السابقة المتعلقة بوقف إطلاق النار وعدم استخدام العنف.» 

## روابط خارجية
- نص القرار في undocs.org